# Sichtstrukturen
Sichtstrukturen beschreiben zusammen mit den Tiefenstrukturen die beiden übergeordneten Ebenen von Unterricht und versuchen anhand von vier untergeordneten Ebenen Unterricht zu beschreiben und zu analysieren.

## Begriff
Unter dem Begriff Sichtstrukturen fallen alle Unterrichtsmerkmale, die für Außenstehende in verhältnismäßig kurzer Zeit durch Beobachtungen leicht einsehbar sind. Dies bezieht sich auf drei Ebenen: die „Organisationsformen“, die „Unterrichtsmethoden“ und die „Sozialformen“.

## Organisationsformen
Die Organisationsformen umfassen die erste Ebene der Sichtstrukturen und beschreiben die strukturellen Rahmenbedingungen von Unterricht. Auf dieser Ebene wird unter anderem entschieden, ob es ein Regelunterricht oder Förderunterricht ist und/oder ob der Unterricht zum Beispiel nach Lern- bzw. Leistungsgruppen gehalten wird.

## Unterrichtsmethoden
Bei Unterrichtsmethoden oder auch „Instruktionsmodellen“ spricht man von der Form der Unterrichtsplanung und der Unterrichtsorganisation. Hierbei handelt es sich um die zweite Ebene der Sichtstrukturen. Beispiele hierzu sind offener Unterricht, Projektarbeit, Frontalunterricht und viele mehr.

## Sozialformen
Die dritte Ebene der Sichtstrukturen bilden die Sozialformen auch „Unterrichtselemente“ genannt. Hierbei geht es um den formalen Aufbau von sozialen Interaktionen, also dem Geschehen zwischen den Personen innerhalb des Unterrichts. Sozialformen sind oft Teil der Unterrichtsmethoden z. B. Partnerarbeit, Gruppenarbeit usw.